# 1859年7月29日日食
1859年7月29日日食为一次在协调世界时1859年7月29日（俄罗斯北部地区为7月30日）出現的日偏食。該次日食食分為0.5205。

## 概述
這次日食的食分是0.5205。

## 基本參數
- 類型：日偏食
- 食甚資料：
  - 日期：1859年7月29日
  - 時間：21時56分57秒
  - 地點：63N 16W
  - 食分：0.5205

## 外部連結
- NASA日食專頁（页面存档备份，存于）（英文）